# Romonya
Romonya è un comune dell'Ungheria di 431 abitanti (dati 2008) situato nella contea di Baranya, regione Transdanubio Meridionale